# Ея (Крыловский район)
Е́я — хутор в  Крыловском районе Краснодарского края.
Входит в состав Крыловского сельского поселения.

## Население
| 2002 | 2010 |
| ---- | ---- |
| 117  | ↘89  |